# Laim und der letzte Schuldige
Laim und der letzte Schuldige ist ein deutscher Kriminalfilm von Michael Schneider aus dem Jahr 2020. Es ist der dritte Filmbeitrag der ZDF-Kriminalfilmreihe Laim mit Max Simonischek in der Titelrolle. Die Erstausstrahlung im Deutschen Fernsehen erfolgte am 18. Mai 2020 als Montagskrimi im ZDF.

## Handlung
Hauptkommissar Lukas Laim ermittelt diesmal an der Münchner Staatsoper, wo ein gerade dort gastierender Startenor nach anonymer LKA-Information einen kleinen Jungen in der Garderobe gefangen halten soll. Als das Kommando an der Staatsoper eintrifft, finden sie tatsächlich einen verängstigten, halbnackten und minderjährigen Jungen, der kein Deutsch spricht. Der Tenor Lorenz Ammersfeld wird umgehend festgenommen, aber auf dem Weg zum Polizeiwagen fallen Schüsse, die den Sänger tödlich treffen. Kommissar Laim, der zufällig gerade in der Oper weilt, ist sofort am Tatort. LKA-Ermittlerin Sandra Rutkowski berichtet von sehr gezielten Schüssen, die vermutlich von dem Mann stammen, der das Kind „geliefert“ hatte. Rutkowski besteht darauf, Laims Ermittlungen beizuwohnen, da sie hofft, den Drahtzieher des Kinderhandels fassen zu können. Laims Kollege Anton Simhandl verweist darauf, sich nicht zu schnell auf diesen Täterkreis festzulegen.
Nachfolgende Ermittlungen ergeben das der Junge aus Rumänien stammt, und er zuvor aus einer Aufnahmeeinrichtung geflohen ist. Mit Hilfe eines Dolmetschers sagt der Junge aus, von einem „Polizisten“ angesprochen worden zu sein, ob er sich hundert Euro verdienen wolle. Nach dem Genuss einer Cola könne er sich an nichts mehr erinnern. Da die Flüchtlingseinrichtung von Wachschutzpersonal abgesichert wird, könnte deren Dienstkleidung auf das Kind wie eine Polizeiuniform gewirkt haben. Bei der Kontrolle der Sicherheitsfirma entdecken Laim und Rutkowski mehrere minderjährige Jungen, die offensichtlich mit Medikamenten ruhig gestellt wurden. Rutkowski ist zufrieden über den schnellen Erfolg, doch für Laim bleibt die Suche nach dem Mörder.
Ammersfelds letztes Telefonat hatte er mit seinem persönlichen Betreuer, Chris Kranzl, geführt. Ihm hatten die Wachschutzleute die Kinder übergeben, der sie dann zu den Kunden brachte. Als Simhandl ihn befragen will, findet er ihn tot in dessen Badewanne. Zunächst geht Laim davon aus, dass Kranzl den Tenor erschossen hat, nachdem er von ihm angerufen wurde, weil die Polizei dabei war in mitzunehmen. Aber so wie es aussieht, gibt es einen anderen Verdächtigen. Die Suche nach dem Mann führt Laim zu einer Stiftung, die Ammersfeld ins Leben gerufen hatte, um musikalisch begabte Kinder zu fördern. Diese Kinder leben in einem Internat und werden dort von Roland Gachleitner betreut. Offensichtlich wurden diese Kinder regelmäßig zu Ammersfeld in die Oper gebracht, was Gachleitner nicht mehr ertragen konnte. Nach dem Tod seiner Frau und dem Freitod seines Lieblingsschülers, war in ihm der Plan gereift alle Schuldigen zu richten. Als „letzten Schuldigen“ hat er vor sich selbst, der er zu lange „weggesehen hatte“ und die Mitarbeiter der Oper bestrafen, die seiner Meinung nach stillschweigend den Kindesmissbrauch geduldet hatten. Er fesselt die „Operaner“, übergießt sie mit Benzin und ist dabei sie anzuzünden. Laim bringt die Geiselnahme dann aber unblutig zu Ende und Gachleitner wird festgenommen.

## Hintergrund
Die Dreharbeiten zu Laim und der letzte Schuldige fanden im Zeitraum vom 4. August 2018 bis zum 6. September 2018 in München und näherer sowie weiterer Umgebung statt.

## Rezeption

### Kritiken
Auf tittelbach.tv urteilte Tilmann P. Gangloff: „Bei anderen ist es oft bloß eine Attitüde, aber Lukas Laim ist wirklich so cool, wie er sich gibt: ein reicher Schnösel, der schon mit Platinkreditkarte auf die Welt gekommen ist.“ „Kühle und sehr ‚stylishe‘ Bilder“ und eine „distanziert inszeniert[e]“ Hauptfigur zeichnen diese Krimireihe aus. „Es gibt also eine ganze Reihe von Einschaltgründen für ‚Laim und der letzte Schuldige‘: die beiden Hauptdarsteller, Zickgrafs elegante Bildgestaltung, die präsente und prägnante Musik von Dirk Leupolz […] die gute Geschichte, die Qualität von Drehbuch und Inszenierung. Dazu gehört auch, dass der Film nicht nur mit den Tätern, sondern auch mit Helfern, Wegguckern und Schönrednern abrechnet, dies jedoch nicht ständig vor sich herträgt. Zwischendurch wird es trotz des düsteren Themas mit seinen abstoßenden Details sogar mal heiter.“
Julian Miller meinte bei quotenmeter.de: „Das Problem: Dieser Film denkt nur in Klischees, die von Laims kulturtuender Oma auf die Spitze getrieben werden. Pädophilie steht für sie (und ein bisschen auch in der Haltung des Films) in einer Reihe mit (anderen) normabweichenden Gepflogenheiten, die elitären Hochkulturschaffenden gerne zugeschrieben werden: Exzentrisch, Künstler, pädophil – das gehört hier genauso zusammen wie Bauarbeiter, Betonmischer und Bierflasche oder Arabisch, Aggressiv und Antiliberal.“
Bei Prisma.de wertete Wilfried Geldner: „‚Laim und der letzte Schuldige‘ […] schafft es, an seinen besten Stellen tief traurig, aber mitunter auch münchnerisch-komisch zu werden, fast schon im Geiste des Monaco Franze.“ „Zur Hochform jedoch läuft einmal mehr Roeland Wiesnekker als undurchsichtiger Internatslehrer auf. Als liebevoller Pädagogenfreund stellt er inmitten eines Unterhaltungskrimis in kurzen, fast schon rudimentären Szenen ein ganz eigenes tiefgründiges Drama her.“
Der Kurier schrieb: „Der Zuschauer wird durch die Münchner Opern-Schickeria geführt, blickt in traurige Internatssäle samt Heim für unbegleitete Flüchtlingskinder. Keiner der Beteiligten will etwas gesehen oder gehört haben. Es wird vertuscht, verheimlicht und gelogen. Das nimmt zwar auch den sonst so emotionslosen Laim etwas mit, aber es hindert ihn nicht daran, seine Ermittlungskollegin Sandra Rutkowski zu bezirzen.“
Jan Brachmann von der FAZ urteilte: In dieser Film zeigt „trotz Parallelerzählung – recht eindeutigen Geradlinigkeit.“ Allerdings bleibt „die schlüssige Beweisführung ein wenig auf der Strecke. Der Film setzt auf eine moralische Komplizenschaft des Zuschauers mit den rechtsbeugenden Ermittlern. Gängige Vorurteile über den Zynismus des Klassikbetriebs werden dabei bruchlos bestätigt.“ Ansonsten gibt es noch sehr „schöne Schauspielerleistungen in diesem Durchschnittskrimi mit relevanzbegierigem Thema zu beobachten.“

### Einschaltquoten
Bei der Erstausstrahlung von Laim und der letzte Schuldige am 18. Mai 2020 verfolgten in Deutschland insgesamt 5,94 Millionen Zuschauer die Filmhandlung, was einem Marktanteil von 19,6 Prozent für das ZDF entsprach. In der als Hauptzielgruppe für Fernsehwerbung deklarierten Altersgruppe von 14–49 Jahren erreichte Laim und der letzte Schuldige laut AGF Videoforschung einen Marktanteil von 7,7 Prozent in dieser Altersgruppe.